# Čabraka

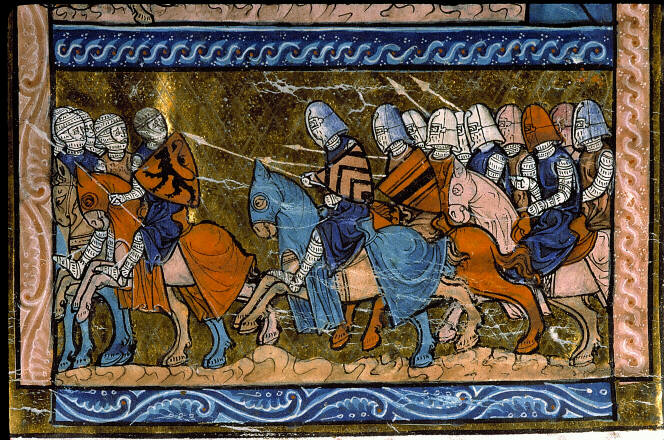
Středověké čabraky v bitvě (Grandes chroniques de France, asi 1274)

Rytíř na koni s heraldickou čabrakou

Čabraka nebo šabraka (z tureckého çaprak) je ozdobná pokrývka na koně. Dnes se často omezuje na látkový chránič uší s ozdobnou síťkou. V architektuře je čabraka jiný název pro výzdobný prvek lambrekýn.

## Historie
Ve vrcholném a pozdním středověku byla barevná a bohatě zdobená pokrývka samozřejmou součástí jezdecké výstroje panovníků a vysoké šlechty, a to jak v bitvách, tak také v turnajích. Bývala v heraldických barvách a se symboly majitele, kterého by jinak v brnění bylo obtížné rozeznat. Dávala se pod sedlo a pokrývala hlavu i celý hřbet koně. Takové čabraky dodnes užívají španělští toreadoři při býčích zápasech.
V barokním umění se čabraka či lambrekýn, volně visící látkový závěs s třapci, často vyřezaný ze dřeva, vyskytuje jako ornament na oltářích, kazatelnách i v zámeckých prostorách.

## Současnost
Současná čabraka je jakási čepice pro koně, více nebo méně ozdobná, barevná i černá. Hlavní část je zhotovena z neprodyšné látky s několika vrstvami, která chrání a hřeje uši, na něž jsou koně citliví. Upevňuje se šňůrkou, která se koni váže pod hrdlem.
Další většinou pletená část není vůbec nutná ale dodává čabrace pěkný vzhled a kryje vázací šňůrky.
Ačkoli vlastní účel této čabraky spočívá v tom, aby koním nenafoukalo do uší, užívá se i pro ozdobu, při vyjížďkách v jízdárně, na závodech i při různých jiných akcích. V letních měsících slouží i jako ochrana před dotěrným hmyzem.